# Coulométrie
La coulométrie est le nom donné à un groupe de techniques en chimie analytique permettant de déterminer la quantité de matière transformée durant une électrolyse en mesurant la quantité d'électricité (exprimée en coulombs) consommée ou produite. Cette technique a été nommée d'après Charles-Augustin Coulomb.
Il existe deux catégories de techniques coulométriques :
- la coulométrie à potentiel constant consiste à maintenir le potentiel électrique (exprimé en volts) constant durant la réaction en utilisant un potentiostat ;
- le titrage coulométrique ou coulométrie à courant constant, consiste à maintenir l'intensité du courant (exprimée en ampères) constante en utilisant un ampérostat.

Dans les deux cas, la quantité d'électricité Q ayant traversé le système pendant le temps {\displaystyle t_{\text{exp}}} (exprimé en secondes) de l'expérience est exprimée de la manière suivante :
{\displaystyle Q=\int _{0}^{t_{\text{exp}}}i(t)\mathrm {d} t}
où {\displaystyle i(t)} est la mesure du courant en fonction du temps.
La charge peut alors être reliée à la quantité de matière transformée grâce à la loi de Faraday.

## Coulométrie à potentiel constant
La coulométrie à potentiel constant est une technique permettant l'électrolyse d'un échantillon en maintenant constant le potentiel de l'électrode de travail. Ce potentiel constant est appliqué suffisamment longtemps pour que l'oxydation ou la réduction de toutes les espèces en solution soit complète. Pendant que les espèces électroactives sont consommées, le courant décroît également, jusqu'à approcher zéro lorsque la réaction est complète. La masse de l'échantillon, sa masse moléculaire, le nombre d'électrons mis en jeu dans la réaction d'oxydoréduction et le nombre d'électrons transférés durant l'expérience sont tous reliés par la loi de Faraday. Il en découle que lorsque trois de ces valeurs sont connues, la quatrième peut alors être calculée.
Cette méthode est souvent utilisée pour déterminer le nombre d'électrons consommés lors d'une réaction observée par voltammétrie. Elle peut également permettre de produire une solution d'espèces ayant un état d'oxydation parfois inaccessible via d'autres méthodes chimiques. Ces espèces peuvent ensuite être isolées ou caractérisées tout en restant en solution.
La vitesse d'une telle réaction n'est pas déterminée par la concentration en solution, mais par le transfert de masse d'une espèce électroactive en solution vers la surface de l'électrode. La vitesse de réaction augmente lorsque le volume de solution est réduit, lorsque la solution est alors mélangée plus rapidement ou bien lorsque la surface de l'électrode est augmentée. La solution est donc généralement agitée durant une électrolyse à potentiel constant. Cependant, cette technique n'est pas considérée comme une technique hydrodynamique car l'établissement flux laminaire à la surface de l'électrode n'est ni l'objectif ni le résultat de l'agitation.
Le rendement de la réaction est également fonction de l'excédent de tension appliqué à l'électrode de travail par rapport au potentiel de réduction concerné. Dans les cas où il y a plusieurs potentiels d'intérêt, il est souvent difficile de fixer le potentiel d'électrolyse à une distance « raisonnable » (deux cents millivolts par exemple) d'une réaction rédox. Cela peut conduire à une conversion incomplète du substrat ou bien à la conversion d'une partie du substrat dans sa forme la plus réduite. Cela doit être pris en compte lors de l'analyse d'un courant transmis ou lors des tentatives d'analyse, d'isolation ou d'expériences impliquant la solution résultante.
Tout comme l'analyse gravimétrique, la coulométrie est une méthode de mesure absolue (la mesure de la quantité de matière transformée ne nécessite pas de courbe de calibration), sans pour autant nécessiter de mesurer la masse de l'échantillon. C'est particulièrement utile pour des réactions où le produit ne forme pas de précipité, comme pour la détermination d'arsenic dans un échantillon à partir de la conversion d'acide orthoarsénieux (H3AsO3) en acide arsénique (H3AsO4).

## Coulométrie à courant constant
La coulométrie à courant constant, ou titrage coulométrique, utilise un système à courant constant afin de quantifier précisément la concentration d'une espèce. Comparé aux autres techniques de titrage, lors du titrage coulométrique, le réactif titrant est généré par voie électrolytique plutôt que d'être ajouté comme solution standard. Lors d'une telle expérience, le courant appliqué est donc équivalent au réactif titrant. Le courant est appliqué à une solution inconnue jusqu'à ce que l'intégralité de l'espèce inconnue soit oxydée ou réduite : à ce moment-là, le potentiel de l'électrode de travail change alors considérablement. Ce changement de potentiel indique alors l'équivalence. L'intensité du courant et la durée pendant laquelle le courant est appliqué peuvent être utilisées pour déterminer la quantité de matière (exprimée en moles) de l'espèce inconnue présente en solution. Lorsque le volume de solution est connu, alors la concentration molaire (ou molarité, exprimée en mol·m−3) de l'espèce inconnue peut être déterminée.

## Applications

### Réaction de Karl Fischer
La méthode de Karl Fischer met à profit un titrage coulométrique pour déterminer la quantité d'eau dans un échantillon. Elle permet de mesurer des concentrations en eau de l'ordre du milligramme par litre. Elle est utilisée pour évaluer la quantité d'eau dans des substances telles que le beurre, le sucre, le fromage, le papier et le pétrole.
La réaction met en jeu la conversion de diiode solide en iodure d'hydrogène en présence de dioxyde de soufre et d'eau. Le méthanol est le solvant le plus utilisé, mais la réaction fonctionne également dans l'éthylène glycol et le diéthylène glycol. La pyridine est également utilisée afin de prévenir l'accumulation d'acide sulfurique, même si l'utilisation d'imidazole et de diéthanolamine à cet effet sont de plus en plus répandus. L'ensemble des réactifs doit être anhydre pour que l'analyse soit quantitative. L'équation équilibrée, en utilisant du méthanol et de la pyridine, est :
{\displaystyle {\rm {[C_{5}H_{5}NH]SO_{3}CH_{3}+I_{2}+H_{2}O+2C_{5}H_{5}N\longrightarrow [C_{5}H_{5}NH]SO_{4}CH_{3}+2[C_{5}H_{5}NH]I}}}
Dans cette réaction, une molécule d'eau réagit avec une molécule de diiode. Puisque cette technique est utilisée pour déterminer la concentration en eau dans un échantillon, l'humidité atmosphérique peut altérer ces résultats. Pour cette raison, le système est généralement isolé avec du dessiccant ou placé dans un conteneur contenant un gaz inerte. De plus, le solvant contient systématiquement de l'eau : la concentration de celle-ci doit y être déterminée afin de corriger la mesure.
Afin de mesurer la concentration d'eau dans un échantillon, l'analyse doit être réalisée en utilisant d'abord un titrage direct ou indirect. Dans le cas de la méthode directe, juste assez de réactif doit être incorporé afin de consommer l'eau intégralement. À ce point du titrage, le courant approche alors zéro. Il est alors possible de relier la quantité de réactif utilisé à la quantité d'eau dans le système par stœchiométrie. La méthode de titrage indirect est similaire, mais implique l'addition d'un excès de réactif. Cet excès est alors consommé par addition d'une quantité connue d'une solution standard contenant une concentration d'eau connue. Le résultat obtenu est la somme des teneurs en eau de l'échantillon et de la solution standard. Puisque la quantité d'eau dans la solution standard est connue, la quantité d'eau dans l'échantillon est aisément obtenue par différence.

### Chloruremètre
Un chloruremètre est une appareil utilisé pour doser les ions chlorure Cl− dans les liquides biologiques pour diagnostiquer par exemple la mucoviscidose. Il peut aussi être utilisé pour des applications alimentaires ou environnementales. Son fonctionnement est basé sur un titrage coulométrique. Des ions d'argent Ag+ sont générés par coulométrie et réagissent avec les Cl− pour former du chlorure d'argent AgCl insoluble. Le point d'équivalence est détecté généralement par ampérométrie (en) lorsqu'une brusque augmentation du courant électrique s'observe lors de la formation d'un léger excés d'Ag+.

### Détermination de l'épaisseur d'un film
La coulométrie peut être utilisée dans la détermination de l'épaisseur de dépôts métalliques. La réalisation de cette mesure passe par la mesure de la quantité d'électricité nécessaire à la dissolution d'une zone définie à la surface du dépôt. L'épaisseur {\displaystyle \Delta } du film est proportionnelle au courant {\displaystyle i}, à la masse moléculaire {\displaystyle M} du métal et à la surface {\displaystyle A} considérée :
{\displaystyle \triangle \propto {\frac {iM}{A\rho }}}
Les électrodes utilisées pour cette réaction sont souvent une électrode en platine et une électrode de composition liée à la composition du film. Pour un dépôt d'étain sur un fil de cuivre, une électrode d'étain est utilisée, tandis que qu'une électrode chlorure de sodium - sulfate de zinc permet de déterminer l'épaisseur d'un film de zinc sur une pièce d'acier.
Des cellules électrochimiques spéciales ont été créées afin d'adhérer à la surface du métal afin de mesurer son épaisseur. Brièvement, celles-ci sont des cylindres creux équipés d'électrodes internes et d'aimants ou de poids leur permettant d'être fixées à la surface. Les résultats obtenus par la méthode coulométrique sont similaires à ceux obtenus via d'autres méthodes, chimiques ou métallurgiques.

## Types de coulomètres

### Coulomètres électroniques
Les coulomètres électroniques sont basés sur l'utilisation d'un amplificateur opérationnel et d'un circuit intégrateur. Le courant passant à travers une résistance {\displaystyle R} induit une différence de potentiel {\displaystyle V_{\text{out}}} à ses bornes qui est intégrée par l'amplificateur opérationnel aux bornes d'un condensateur ; plus le courant est élevé, plus la différence de potentiel est élevée. Il n'est pas nécessaire que le courant soit constant. Dans une telle configuration, le potentiel aux bornes du condensateur est proportionnel à la charge ayant traversé la résistance pendant le temps de l'expérience.
La sensibilité du coulomètre peut être modifiée en choisissant une valeur de {\displaystyle R} appropriée.

### Coulomètres électrochimiques
Les coulomètres électrochimiques permettent la mesure de la quantité de courant passée à travers un système via la mesure de la variation masse d'une électrode ou de la mesure du volume de gaz produit à la suite de la réaction mise en jeu.